# Charles Oliveira
Pour les articles homonymes, voir Oliveira.
Charles Oliveira da Silva, né le 17 octobre 1989 à Guarujá (Brésil), est un pratiquant brésilien d'arts martiaux mixtes (MMA). Il combat actuellement dans la catégorie des poids légers de l'Ultimate Fighting Championship (UFC). Charles Oliveira détient plusieurs records de l'UFC, notamment le plus grand nombre de victoires par soumission (16) et le plus grand nombre de victoires par finition (20) dans l'histoire de l'organisation.

## Jeunesse et débuts en jiu-jitsu brésilien
Charles Oliveira da Silva naît le 17 octobre 1989 à Guarujá, dans l'État de São Paulo, au Brésil. Élevé dans une famille pauvre de la favela de Vicente de Carvalho, il commence à jouer au football, rêvant de devenir un joueur professionnel. À l'âge de 7 ans, il commence à se sentir mal à cause des douleurs régulières dans le corps. Il avait des problèmes pour marcher, et dans certains cas, il ne pouvait pas bouger ses jambes. On lui diagnostique alors un rhumatisme articulaire aigu et un souffle cardiaque qui affecte sa cheville gravement. Le médecin annonce à sa famille qu'il pourrait devenir paraplégique. Malgré tous ces défis, Charles Oliveira est initié au jiu-jitsu brésilien par un voisin nommé Paulo. Alors que sa famille a des revenus très faibles, l'entraîneur de la salle de jiu-jitsu lui offre des cours gratuits dans le cadre d'un programme social. Sa famille aide à financer son entraînement en vendant des snacks de rue et des cartons jetés. Paulo, l'homme ayant initié Charles Oliveira au jiu-jitsu, meurt plus tard, pris dans les feux croisés d'une fusillade à Vicente de Carvalho, lorsque Charles Oliveira avait 14 ans.
Charles Oliveira commence à s'entraîner au jiu-jitsu brésilien sous la direction de Roger Coelho à l'âge de 12 ans. Il remporte son premier titre majeur en tant que ceinture blanche en 2003. Il obtient sa ceinture noire de jiu-jitsu brésilien sous la direction d'Ericson Cardoso et de Jorge "Macaco" Patino en 2010.
Son surnom « do Bronx » vient de l'arrondissement du Bronx, à New York, signifiant littéralement « du Bronx », car « Bronx » est un argot utilisé pour les favelas et les quartiers pauvres du Brésil. Dans une interview, il annonce : « Le Bronx, c'est parce que c'est une favela, non ? La périphérie, d'où je viens. « Do Bronx » est pratiquement arrivé quand je suis allé combattre dans un tournoi [amateur]. [...] Et ils m'ont dit de leur trouver un surnom, j'étais juste Charles Oliveira. Quand on allait combattre dans des championnats de jiu-jitsu, ils disaient toujours « regardez les gars du Bronx, de la favela ». Alors j'ai mis « do Bronx ». »

## Carrière dans les arts martiaux mixtes

### Débuts (2008-2010)
Le 15 mars 2008, il affronte le Brésilien Jackson Pontes à São Paulo, au Brésil, et remporte le combat par soumission. Pour son deuxième combat de la soirée, il affronte le Brésilien Viscardi Andrade et remporte le combat par KO technique. Pour son troisième combat de la soirée, il affronte le Brésilien Diego Braga et remporte le combat par KO technique. Le 13 décembre 2008, il affronte le Français Mehdi Baghdad à São Paulo, au Brésil, et remporte le combat par KO technique. Le 29 décembre 2008, il affronte le Brésilien Daniel Fernandes à São Paulo, au Brésil, et remporte le combat par KO. Pour son deuxième combat de la soirée, il affronte le Brésilien Elieni Silva et remporte le combat par KO technique.
Le 21 mars 2009, il affronte le Brésilien Carlos Soares à Rio de Janeiro, au Brésil, et remporte le combat par soumission. Le 17 avril 2009, il affronte l'Américain Dom Stanco à Atlantic City, dans le New Jersey, et remporte le combat par soumission. Le 18 septembre 2009, il affronte le Brésilien Alexandre Bezerra à São Paulo, au Brésil, et remporte le combat par soumission. Le 26 septembre 2009, il affronte le Brésilien Eduardo Pachu à São Paulo, au Brésil, et remporte le combat par décision partagée. Le 14 février 2010, il affronte le Brésilien Rosenildo Rocha à Porto Belo, au Brésil, et remporte le combat par soumission. Pour son deuxième combat de la soirée, il affronte le Brésilien Diego Battaglia et remporte le combat par KO.

### Ultimate Fighting Championship(depuis 2010)

#### De 2010 à 2013: débuts en dents de scie
Le 1er août 2010, il affronte l'Américain Darren Elkins à San Diego, en Californie, et remporte le combat par soumission,. Sa prestation est désignée Soumission de la soirée. Le 15 septembre 2010, il affronte le Mexicain Efrain Escudero à Austin, au Texas, et remporte le combat par soumission,. Sa prestation est désignée Soumission de la soirée. Le 11 décembre 2010, il affronte l'Américain Jim Miller à Montréal, au Québec, et perd le combat par soumission,. Le 26 juin 2011, il affronte l'Américain Nik Lentz à Pittsburgh, en Pennsylvanie, et remporte le combat par soumission. Mais à la suite d'un genou illégal de Charles Oliveira, le combat est sans décision,. Sa prestation est désignée Combat de la soirée. Le 14 août 2011, il affronte l'Américain Donald Cerrone à Milwaukee, dans le Wisconsin, et perd le combat par KO technique,. Le 28 janvier 2012, il affronte l'Américain Eric Wisely à Chicago, dans l'Illinois, et remporte le combat par soumission,. Sa prestation est désignée Soumission de la soirée. Le 1er juin 2012, il affronte l'Américain Jonathan Brookins à Las Vegas, dans le Nevada, et remporte le combat par soumission,. Le 22 septembre 2012, il affronte l'Américain Cub Swanson à Toronto, au Canada, et perd le combat par KO,. Le 6 juin 2013, il affronte l'Américain Frankie Edgar à Las Vegas, dans le Nevada, et perd le combat par décision unanime,. Sa prestation est désignée Combat de la soirée.

#### De 2014 à 2017: période encore compliquée
Le 15 février 2014, il affronte l'Anglais Andy Ogle à Jaraguá do Sul, au Brésil, et remporte le combat par soumission,. Sa prestation est désignée Performance de la soirée. Le 28 juin 2014, il affronte le Japonais Hatsu Hioki à Auckland, en Nouvelle-Zélande, et remporte le combat par soumission,. Sa prestation est désignée Performance de la soirée. Le 12 décembre 2014, il affronte l'Américain Jeremy Stephens à Las Vegas, dans le Nevada, et remporte le combat par décision unanime,. Le 30 mai 2015, il affronte pour la deuxième fois l'Américain Nik Lentz à Goiânia, au Brésil, et remporte le combat par soumission,. Sa prestation est désignée Performance de la soirée et Combat de la soirée. Le 23 août 2015, il affronte l'Américain Max Holloway à Saskatoon, au Canada, et perd le combat par KO technique,. Le 19 décembre 2015, il affronte l'Américain Myles Jury à Orlando, en Floride, et remporte le combat par soumission,. Le 27 août 2016, il affronte l'Américain Anthony Pettis à Vancouver, au Canada, et perd le combat par soumission,. Le 5 novembre 2016, il affronte l'Américain Ricardo Lamas à Mexico, au Mexique, et perd le combat par soumission,. Le 8 avril 2017, il affronte l'Américain Will Brooks à Buffalo, dans l'État de New York, et remporte le combat par soumission,. Sa prestation est désignée Performance de la soirée. Le 2 décembre 2017, il affronte l'Américain Paul Felder à Détroit, dans le Michigan, et perd le combat par KO technique,.

#### De 2018 à 2021: invincibilité et nouveaux records
Le 9 juin 2018, il affronte l'Américain Clay Guida à Chicago, dans l'Illinois, et remporte le combat par soumission,. Sa prestation est désignée Performance de la soirée. Le 22 septembre 2018, il affronte l'Américain Christos Giagos à São Paulo, au Brésil, et remporte le combat par soumission,. Sa prestation est désignée Performance de la soirée. À cette occasion, il bat le record de l'Ultimate Fighting Championship (UFC) pour le plus grand nombre de victoires par soumission (11). Le 15 décembre 2018, il affronte pour la deuxième fois l'Américain Jim Miller à Milwaukee, dans le Wisconsin, et remporte le combat par soumission,. Sa prestation est désignée Performance de la soirée. Le 2 février 2019, il affronte le Suédois David Teymur à Fortaleza, au Brésil, et remporte le combat par soumission,. Sa prestation est désignée Performance de la soirée. Le 18 mai 2019, il affronte pour la troisième fois l'Américain Nik Lentz à Rochester, dans l'État de New York, et remporte le combat par KO technique,. Le 16 novembre 2019, il affronte l'Américain Jared Gordon à São Paulo, au Brésil, et remporte le combat KO,. Sa prestation est désignée Performance de la soirée. Le 14 mars 2020, il affronte l'Américain Kevin Lee à Brasília, au Brésil, et remporte le combat par soumission,. Sa prestation est désignée Performance de la soirée. Le 12 décembre 2020, il affronte l'Américain Tony Ferguson à Las Vegas, dans le Nevada et remporte le combat par décision unanime,,. Le 15 mai 2021, il affronte l'Américain Michael Chandler à Houston, au Texas, et remporte le combat par KO technique,,,. Sa prestation est désignée Performance de la soirée. À cette occasion, il remporte le titre vacant des poids légers et bat le record de l'UFC pour le plus grand nombre de victoires par finition (17). Le 11 décembre 2021, il affronte l'Américain Dustin Poirier à Las Vegas, dans le Nevada, et remporte le combat par soumission,,,,. Sa prestation est désignée Performance de la soirée.

#### Depuis 2022: affaire de la balance et destitution
Le 7 mai 2022, il affronte l'Américain Justin Gaethje à Phoenix, dans l'Arizona, et remporte le combat par soumission,,,,. Lors de la pesée d'avant-combat, Charles Oliveira se présente avec 200 grammes de plus que la limite autorisé concernant un combat pour le titre. Il pèse en effet 70.5 kg (155 lb) au lieu de 70.3 kg (155 lb). En conséquence, il est déchu du titre de champion et seul son adversaire peut alors prétendre au titre,,. Ayant remporté le combat, il est déclaré prétendant numéro un au titre de champion de la catégorie. La décision de retirer le titre à Charles Oliveira s'est avérée controversée dans ce qui a été surnommé rapidement l'« affaire de la balance ». D'autres combattants de cet évènement ont par ailleurs allégué des problèmes similaires avec les balances. Marc Ratner, vice-président des affaires réglementaires de l'UFC, a déclaré que les autres combattants faisaient référence à la balance d'entraînement de l'UFC installée la veille, et non à celle utilisée par l'Arizona State Athletic Commission pour la pesée officielle : « Certains combattants voulaient changer la balance de livres en kilogrammes, ce que vous pouvez faire, et je pense que cela a pu la déstabiliser - nous n'avons aucune preuve de quoi que ce soit, mais cela a pu déstabiliser la balance [d'entraînement] ». La nuit précédente, Charles Oliveira a déclaré qu'il avait pris du poids en utilisant la balance d'entraînement. À la suite de ces allégations, le président de l'UFC, Dana White, a déclaré que l'UFC engagerait un agent de sécurité pour surveiller la balance d'entraînement à l'avenir.
Le 22 octobre 2022, il affronte le Russe Islam Makhachev, ami d’enfance de l'ancien champion Khabib Nurmagomedov à Abou Dabi, aux Émirats arabes unis, et perd le combat par soumission au second round,,,. Le 10 juin 2023, il affronte l'Américain Beneil Dariush à Vancouver, au Canada, et remporte le combat par KO technique,,. Sa prestation est désignée Performance de la soirée. Le 13 avril 2024, il affronte l'Arménien Arman Tsarukyan à Las Vegas, dans le Nevada, lors de l'UFC 300. Il perd le combat par décision partagée (28-29, 29-28, 29-28),. Le 16 novembre 2024, il affronte pour la deuxième fois l'Américain Michael Chandler à New York, dans l'État de New York, lors de l'UFC 309. Il remporte le combat par décision unanime (49-46, 49-46, 49-45),. Après la montée en catégorie d’Islam Makhachev le 14 mai 2025, laissant vacante la ceinture des poids légers, Charles Oliveira affronte Ilia Topuria lors de l’UFC 317 pour tenter de récupérer le titre. Ce combat marque un tournant majeur dans sa carrière, symbolisant son retour au sommet de la division.

## Vie privée
Charles Oliveira et sa femme Talita Roberta Pereira ont une fille, Tayla, qui est née en 2017. Il réside à Guarujá, près de son ancien quartier et aide régulièrement ce dernier par des actions caritatives. Il est également chrétien. Auparavant, Charles Oliveira était myope et portait des lunettes en permanence. Au sujet de l'obligation de les enlever pour se battre, il a déclaré : « Si j'enlève mes lunettes, je ne vois que 50 %, mais cela ne m'a jamais gêné dans un combat », « Je vois trois [visages]. Si je frappe celui du milieu, c'est bon ». En octobre 2022, Charles Oliveira a déclaré que ses yeux étaient « 100 % parfaits » après avoir subi une chirurgie réfractive.

## Lignée d'instructeurs

### Jiu-jitsu brésilien
Jigorō Kanō → Mitsuya Maéda → Jacynto Ferro → Carlos Gracie → Hélio Gracie → Rickson Gracie → Marcelo Behring → Waldomiro Perez → Jorge Patino → Charles Oliveira.

## Palmarès en arts martiaux mixtes

### Distinctions
- Ultimate Fighting Championship
  - Soumission de la soirée (× 3) : face à Darren Elkines, Efrain Escudero et Eric Wisely,
  - Combat de la soirée (× 4) : face à Nik Lentz (deux fois),Frankie Edgar et Michael Chandler.
  - Performance de la soirée (× 13) : face à Andy Ogle, Hatsu Hioki, Will Brooks, Clay Guida, Christos Giagos, Jim Miller, David Teymur, Jared Gordon, Kevin Lee, Michael Chandler, Dustin Poirier et Beneil Dariush[64],[70],[89].

### Historique des combats
| 47 combats     | 35 victoires | 11 défaites |
| Par KO         | 10           | 5           |
| Par soumission | 21           | 4           |
| Sur décision   | 4            | 2           |
| Sans décision  | 1            | 1           |

| Résultat      | Record    | Adversaire        | Méthode                                       | Événement                               | Date              | Round | Temps | Lieu                            | Notes                                                                         |
| ------------- | --------- | ----------------- | --------------------------------------------- | --------------------------------------- | ----------------- | ----- | ----- | ------------------------------- | ----------------------------------------------------------------------------- |
| Défaite       | 35-11 (1) | Ilia Topuria      | KO (coups de poing)                           | UFC 317 : Topuria contre Oliveira       | 28 juin 2025      | 1     | 2:37  | Las Vegas,Nevada, États-Unis    | Pour le titre vacant des poids légers de l’UFC.                               |
| Victoire      | 35-10 (1) | Michael Chandler  | Décision unanime                              | UFC 309                                 | 16 novembre 2024  | 5     | 5:00  | New York, État de New York      | Combat de la soirée.                                                          |
| Défaite       | 34-10 (1) | Arman Tsarukyan   | Décision partagée                             | UFC 300                                 | 13 avril 2024     | 3     | 5:00  | Las Vegas, Nevada               |                                                                               |
| Victoire      | 34-9 (1)  | Beneil Dariush    | TKO (coups de poing)                          | UFC 289                                 | 10 juin 2023      | 1     | 4:10  | Vancouver, Canada               | Performance de la soirée.                                                     |
| Défaite       | 33-9 (1)  | Islam Makhachev   | Soumission (étranglement bras-tête)           | UFC 280                                 | 22 octobre 2022   | 2     | 3:16  | Abou Dhabi, Émirats arabes unis | Pour le titre vacant des poids légers de l'UFC.                               |
| Victoire      | 33-8 (1)  | Justin Gaethje    | Soumission (étranglement arrière)             | UFC 274                                 | 7 mai 2022        | 1     | 3:22  | Phoenix, Arizona                | Destitué du titre des poids légers de l'UFC après avoir échoué à la pesée.    |
| Victoire      | 32-8 (1)  | Dustin Poirier    | Soumission (étranglement arrière debout)      | UFC 269                                 | 11 décembre 2021  | 3     | 1:02  | Las Vegas, Nevada               | Défend le titre des poids légers de l'UFC. Performance de la soirée.          |
| Victoire      | 31-8 (1)  | Michael Chandler  | TKO (coups de poing)                          | UFC 262                                 | 15 mai 2021       | 2     | 0:19  | Houston, Texas                  | Remporte le titre vacant des poids légers de l'UFC. Performance de la soirée. |
| Victoire      | 30-8 (1)  | Tony Ferguson     | Décision unanime                              | UFC 256                                 | 12 décembre 2020  | 3     | 5:00  | Las Vegas, Nevada               |                                                                               |
| Victoire      | 29-8 (1)  | Kevin Lee         | Soumission (étranglement en guillotine)       | UFC Fight Night: Lee vs. Oliveira       | 14 mars 2020      | 3     | 0:28  | Brasilia, Brésil                | Performance de la soirée.                                                     |
| Victoire      | 28-8 (1)  | Jared Gordon      | KO (coups de poing)                           | UFC Fight Night: Błachowicz vs. Jacaré  | 16 novembre 2019  | 1     | 1:26  | São Paulo, Brésil               | Performance de la soirée.                                                     |
| Victoire      | 27-8 (1)  | Nik Lentz         | TKO (coups de poing)                          | UFC Fight Night: dos Anjos vs. Lee      | 18 mai 2019       | 2     | 2:11  | Rochester, État de New York     |                                                                               |
| Victoire      | 26-8 (1)  | David Teymur      | Soumission (étranglement anaconda)            | UFC Fight Night: Assunção vs. Moraes 2  | 2 février 2019    | 2     | 0:55  | Fortaleza, Brésil               | Performance de la soirée.                                                     |
| Victoire      | 25-8 (1)  | Jim Miller        | Soumission (étranglement arrière)             | UFC on Fox: Lee vs. Iaquinta 2          | 15 décembre 2018  | 1     | 1:15  | Milwaukee, Wisconsin            | Performance de la soirée.                                                     |
| Victoire      | 24-8 (1)  | Christos Giagos   | Soumission (étranglement arrière)             | UFC Fight Night: Santos vs. Anders      | 22 septembre 2018 | 2     | 3:22  | São Paulo, Brésil               | Performance de la soirée.                                                     |
| Victoire      | 23-8 (1)  | Clay Guida        | Soumission (étranglement en guillotine)       | UFC 225                                 | 9 juin 2018       | 1     | 2:18  | Chicago, Illinois               | Performance de la soirée.                                                     |
| Défaite       | 22-8 (1)  | Paul Felder       | TKO (coups de coude)                          | UFC 218                                 | 2 décembre 2017   | 2     | 4:06  | Détroit, Michigan               |                                                                               |
| Victoire      | 22-7 (1)  | Will Brooks       | Soumission (étranglement arrière)             | UFC 210                                 | 8 avril 2017      | 1     | 2:30  | Buffalo, État de New York       | Performance de la soirée.                                                     |
| Défaite       | 21-7 (1)  | Ricardo Lamas     | Soumission (étranglement en guillotine)       | TUF LA 3 Finale: dos Anjos vs. Ferguson | 5 novembre 2016   | 2     | 2:13  | Mexico, Mexique                 |                                                                               |
| Défaite       | 21-6 (1)  | Anthony Pettis    | Soumission (étranglement en guillotine)       | UFC on Fox: Maia vs. Condit             | 27 août 2016      | 3     | 1:49  | Vancouver, Canada               |                                                                               |
| Victoire      | 21-5 (1)  | Myles Jury        | Soumission (étranglement en guillotine)       | UFC on Fox: dos Anjos vs. Cowboy 2      | 19 décembre 2015  | 1     | 3:05  | Orlando, Floride                |                                                                               |
| Défaite       | 20-5 (1)  | Max Holloway      | TKO (blessure à l'œsophage)                   | UFC Fight Night: Holloway vs. Oliveira  | 23 août 2015      | 1     | 1:39  | Saskatoon, Canada               |                                                                               |
| Victoire      | 20-4 (1)  | Nik Lentz         | Soumission (étranglement en guillotine)       | UFC Fight Night: Condit vs. Alves       | 30 mai 2015       | 3     | 1:10  | Goiânia, Brésil                 | Performance de la soirée. Combat de la soirée.                                |
| Victoire      | 19-4 (1)  | Jeremy Stephens   | Décision unanime                              | TUF: A Champion Will Be Crowned Finale  | 12 décembre 2014  | 3     | 5:00  | Las Vegas, Nevada               |                                                                               |
| Victoire      | 18-4 (1)  | Hatsu Hioki       | Soumission (étranglement anaconda)            | UFC Fight Night: Te Huna vs. Marquardt  | 28 juin 2014      | 2     | 4:28  | Auckland, Nouvelle-Zélande      | Performance de la soirée.                                                     |
| Victoire      | 17-4 (1)  | Andy Ogle         | Soumission (étranglement en triangle)         | UFC Fight Night: Machida vs. Mousasi    | 15 février 2014   | 3     | 2:40  | Jaraguá do Sul, Brésil          | Performance de la soirée.                                                     |
| Défaite       | 16-4 (1)  | Frankie Edgar     | Décision unanime                              | UFC 162                                 | 6 juillet 2013    | 3     | 5:00  | Las Vegas, Nevada               | Combat de la soirée.                                                          |
| Défaite       | 16-3 (1)  | Cub Swanson       | KO (coup de poing)                            | UFC 152                                 | 22 septembre 2012 | 1     | 2:40  | Toronto, Canada                 |                                                                               |
| Victoire      | 16-2 (1)  | Jonathan Brookins | Soumission (étranglement en guillotine)       | The Ultimate Fighter: Live Finale       | 1er juin 2012     | 2     | 2:42  | Las Vegas, Nevada               |                                                                               |
| Victoire      | 15-2 (1)  | Eric Wisely       | Soumission (compression musculaire du mollet) | UFC on Fox: Evans vs. Davis             | 28 janvier 2012   | 1     | 1:43  | Chicago, Illinois               | Soumission de la soirée.                                                      |
| Défaite       | 14-2 (1)  | Donald Cerrone    | TKO (coups de poing)                          | UFC Live: Hardy vs. Lytle               | 14 août 2011      | 1     | 3:01  | Milwaukee, Wisconsin            |                                                                               |
| Sans décision | 14-1 (1)  | Nik Lentz         | NC (coup de genou illégal)                    | UFC Live: Kongo vs. Barry               | 26 juin 2011      | 2     | 1:48  | Pittsburgh, Pennsylvanie        | Combat de la soirée.                                                          |
| Défaite       | 14-1      | Jim Miller        | Soumission (clé de genou)                     | UFC 124                                 | 11 décembre 2010  | 1     | 1:59  | Montréal, Canada                |                                                                               |
| Victoire      | 14-0      | Efrain Escudero   | Soumission (étranglement arrière)             | UFC Fight Night: Marquardt vs. Palhares | 15 septembre 2010 | 3     | 2:25  | Austin, Texas                   | Soumission de la soirée.                                                      |
| Victoire      | 13-0      | Darren Elkins     | Soumission (clé de bras)                      | UFC Live: Jones vs. Matyushenko         | 1er août 2010     | 1     | 0:41  | San Diego, Californie           | Soumission de la soirée.                                                      |
| Victoire      | 12-0      | Diego Battaglia   | KO (slam)                                     | Warriors Challenge 5                    | 14 février 2010   | 1     | NC    | Porto Belo, Brésil              |                                                                               |
| Victoire      | 11-0      | Rosenildo Rocha   | Soumission (étranglement arrière)             | Warriors Challenge 5                    | 14 février 2010   | 1     | 1:21  | Porto Belo, Brésil              |                                                                               |
| Victoire      | 10-0      | Eduardo Pachu     | Décision partagée                             | Eagle Fighting Championship             | 26 septembre 2009 | 3     | 5:00  | São Paulo, Brésil               |                                                                               |
| Victoire      | 9-0       | Alexandre Bezerra | Soumission (étranglement anaconda)            | First Class Fight 3                     | 18 septembre 2009 | 2     | 1:11  | São Paulo, Brésil               |                                                                               |
| Victoire      | 8-0       | Dom Stanco        | Soumission                                    | Ring of Combat 24                       | 17 avril 2009     | 1     | 3:33  | Atlantic City, New Jersey       |                                                                               |
| Victoire      | 7-0       | Carlos Soares     | Soumission (clé de bras dans le triangle)     | Jungle Fight 12: Warriors 2             | 21 mars 2009      | 1     | 2:48  | Rio de Janeiro, Brésil          |                                                                               |
| Victoire      | 6-0       | Elieni Silva      | TKO (coups de poing)                          | Korea Fight 1                           | 29 décembre 2008  | 2     |       | São Paulo, Brésil               |                                                                               |
| Victoire      | 5-0       | Daniel Fernandes  | KO (coup de poing)                            | Korea Fight 1                           | 29 décembre 2008  | NC    | NC    | São Paulo, Brésil               |                                                                               |
| Victoire      | 4-0       | Mehdi Baghdad     | TKO (coups de poing)                          | Kawai Arena 1                           | 13 décembre 2008  | 1     | 1:01  | São Paulo, Brésil               |                                                                               |
| Victoire      | 3-0       | Diego Braga       | TKO (coups de poing)                          | Predador FC 9: Welterweight Grand Prix  | 15 mars 2008      | 1     | 2:30  | São Paulo, Brésil               |                                                                               |
| Victoire      | 2-0       | Viscardi Andrade  | TKO (coups de poing)                          | Predador FC 9: Welterweight Grand Prix  | 15 mars 2008      | 2     | 2:47  | São Paulo, Brésil               |                                                                               |
| Victoire      | 1-0       | Jackson Pontes    | Soumission (étranglement arrière)             | Predador FC 9: Welterweight Grand Prix  | 15 mars 2008      | 1     | 2:11  | São Paulo, Brésil               |                                                                               |